# Sukmana

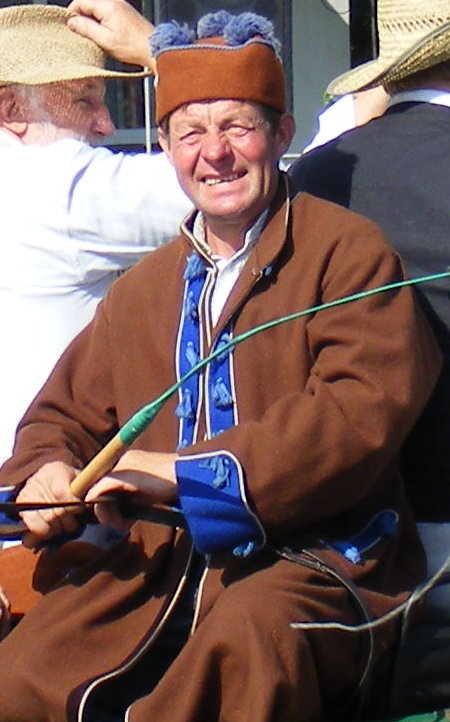
Sukmana stroju biłgorajskiego

Sukmana (z węg. szokmány od tur. çekman – sukno, ubranie) – dawne męskie okrycie wierzchnie z sukna samodziałowego (prosta tkanina z krosna ręcznego), długie do kostek lub kolan, rozszerzane poniżej pasa, z długimi do nadgarstków rękawami, dopasowane na piersiach. Rzadko barwione, zwykle w kolorze naturalnej, jasnej wełny, szarawe, bure lub brązowe.
W Polsce sukmana była noszona przede wszystkim przez chłopów, choć bogatsi chłopi naśladowali szlachtę i nosili proste żupany. Sukmany były zarówno strojem użytku codziennego, jak i reprezentacyjnym (zdobione haftami, guzikami, kołnierzem). Podobne ubiory występowały w innych krajach, często stając się popularnym elementem ubioru ludowego. W Polsce noszona do lat 30. XX wieku.
Sukmanę często zwano również kapotą lub siermięgą.